# Chelonarium atrum
Chelonarium atrum là một loài bọ cánh cứng trong họ Chelonariidae. Loài này được Fabricius miêu tả khoa học đầu tiên năm 1801.